# Distretto di Jingyang
Il distretto di Jingyang (旌阳区S, Jīngyáng QūP) è un distretto della Cina, situato nella provincia di Sichuan e amministrato dalla prefettura di Deyang.